# Johannes von Praunheim
Johannes von Praunheim († um 1216) aus der Familie der Ritter von Praunheim war ab 1207 der zweite Reichsschultheiß von Frankfurt am Main.

## Familie
Sein Vater war Wolfram I. von Praunheim, der erste Reichsschultheiß der Stadt, der vor 1207 gestorben ist, seine Mutter eine „Pauline“, deren Herkunftsfamilie nicht bekannt ist und die die zweite Frau seines Vaters war. Johannes war mit Elisabeth von Hohenberg aus dem Haus Heusenstamm verheiratet. Aus der Ehe ist ein Sohn, ebenfalls mit dem Namen Johannes, hervorgegangen, der aber schon als Kind gestorben ist. Reichsschultheiß Johannes übertrug dem Kloster Aulesburg den Riederhof, ein Lehen das sein Vater vom Kaiser erhalten hatte, um ein Seelgerät für sich und seine Familie einzurichten.

## Politik
Als „sculterus imperii“, Reichsschultheiß, hatte Johannes eine zentrale Machtposition in dem strategisch wichtigen Frankfurt und der gesamten Wetterau inne. Dass er zu diesem Amt noch vor seinem älteren Stiefbruder Heinrich I. von Praunheim kam, lag daran, dass er sich in dem staufisch-welfischen Thronstreit auf die Seite des Philipp von Schwaben stellte, während sich Heinrich und dessen mütterliche Verwandtschaft, die die Wetterau beherrschende Familie derer von Hagen-Münzenberg auf der Seite König Ottos IV. stand.
Nach dem Mord an Philipp von Schwaben 1208 trat Johannes dann zu Otto IV. über. Die Familie von Hagen-Münzenberg, die sich nach 1212 auch gegen Kaiser Friedrich II. stellte, wurde von diesem enteignet. Er übertrug Johannes und dem Burggrafen der Burg Friedberg die Güter der Familie Hagen-Münzenberg zur Verwaltung.
1216 kam es dann zu einem politischen Umschwung: Johannes muss die von ihm verwalteten Güter der Familie Hagen-Münzenberg an Ulrich I. von Hagen-Münzenberg zurückgeben und etwa gleichzeitig auf das Reichsschultheißenamt verzichten, mit dem nun sein Stiefbruder Heinrich betraut wird. Ob er zuvor, zeitgleich oder etwas später starb, ist nicht bekannt. Mit diesem Jahr verliert sich seine Spur.